# 1.º Ejército (Imperio ruso)
El 1.º Ejército (en ruso: 1-я армия, romanizado: 1А) fue un nivel de mando de ejército del Ejército Imperial Ruso creado durante la I Guerra Mundial. El Primer Ejército, comandado por el General Paul von Rennenkampf, invadió Prusia Oriental al estallar la guerra en 1914 junto con el Segundo Ejército comandado por el General Alexander Samsonov. Después de declarar la guerra al Imperio alemán, el Imperio ruso pudo movilizarse muy rápidamente. Todas las fuerzas rusas fueron puestas bajo el mando del Gran Duque Nicolás y su Intendente General Yuri Danilov.
Las fuerzas invasoras hicieron un determinado y rápido ataque en Prusia Oriental. Sin embargo, el Primer y Segundo Ejércitos fueron detenidos por el Octavo Ejército alemán, liderado por el Mariscal de Campo Paul von Hindenburg y su jefe de Estado Mayor, General Erich Ludendorff. Los ejércitos alemán y ruso se encontraron en Tannenberg, donde el Segundo Ejército fue rodeado y sufrió su completa destrucción. Tanto el Primer como el Segundo Ejércitos sufrieron terribles pérdidas en una de las más amplias victorias alemanas de la I Guerra Mundial. El Primer Ejército también sufrió una derrota en la Primera batalla de los Lagos Masurianos en septiembre de 1914, que provocó la dimisión de Rennenkampf y su reemplazo por Litvinov. El Primer Ejército sirvió en el frente Noroccidental por el resto de la guerra. Litvinov fue reemplazado por Sokovnin en abril de 1917. Vannovski reemplazó a Sokovnin en julio y el último comandante, von Notbek, asumió el puesto en septiembre de 1917.

## Orden de batalla en formación
El Primer Ejército consistía de las siguientes unidades en agosto de 1914:
| Organización del 1.º Ejército en agosto de 1914 | Organización del 1.º Ejército en agosto de 1914 | Organización del 1.º Ejército en agosto de 1914 |
| Ejército                                        | Cuerpo                                          | División                                        |
| ----------------------------------------------- | ----------------------------------------------- | ----------------------------------------------- |
| 1.º Ejército                                    | 2.º Cuerpo de Ejército                          | 26.ª División de Infantería                     |
| 1.º Ejército                                    | 2.º Cuerpo de Ejército                          | 43.ª División de Infantería                     |
| 1.º Ejército                                    | 3.º Cuerpo de Ejército                          | 25.ª División de Infantería                     |
| 1.º Ejército                                    | 3.º Cuerpo de Ejército                          | 27.ª División de Infantería                     |
| 1.º Ejército                                    | 4.º Cuerpo de Ejército                          | 30.ª División de Infantería                     |
| 1.º Ejército                                    | 4.º Cuerpo de Ejército                          | 40.ª División de Infantería                     |
| 1.º Ejército                                    | 20.º Cuerpo de Ejército                         | 28.ª División de Infantería                     |
| 1.º Ejército                                    | 20.º Cuerpo de Ejército                         | 29.ª División de Infantería                     |
| 1.º Ejército                                    | (Sin agregar)                                   | 56.ª División de Infantería                     |
| 1.º Ejército                                    | (Sin agregar)                                   | 1.ª División de Caballería de la Guardia        |
| 1.º Ejército                                    | (Sin agregar)                                   | 2.ª División de Caballería de la Guardia        |
| 1.º Ejército                                    | (Sin agregar)                                   | 1.ª División de Caballería                      |
| 1.º Ejército                                    | (Sin agregar)                                   | 2.ª División de Caballería                      |
| 1.º Ejército                                    | (Sin agregar)                                   | 3.ª División de Caballería                      |

## Frentes militares en los que participó el 1.º Ejército
- Frente Noroccidental (julio de 1914 - agosto de 1915)
- Frente Occidental (agosto de 1915 - abril de 1916)
- Frente Norte (abril de 1916 - julio de 1917)
- Frente Suroccidental (julio-septiembre de 1917)
- Frente Norte (septiembre de 1917 - inicios de 1918)

### Batallas
- Batalla de Stallupönen (17 de agosto de 1914)
- Batalla de Gumbinnen (20 de agosto de 1914)
- Batalla de Tannenberg (23-30 de agosto de 1914)
- Primera batalla de los Lagos Masurianos (8-11 de septiembre de 1914)
- Batalla de Łódź (11 de noviembre - 6 de diciembre de 1914)

## Comandantes
El 1.º Ejército tuvo los siguientes comandantes hasta su desmovilización en 1918.
| Desde                   | Hasta                   | Rango                 | Nombre               |
| ----------------------- | ----------------------- | --------------------- | -------------------- |
| 19 de julio de 1914     | 18 de noviembre de 1914 | General de Caballería | Paul von Rennenkampf |
| 5 de diciembre de 1914  | 2 de abril de 1917      | General de Caballería | Aleksandr Litvinov   |
| 12 de abril de 1917     | 25 de abril de 1917     | Teniente General      | Ilya Odishelizde     |
| 22 de abril de 1917     | 30 de julio de 1917     | Teniente General      | Mijaíl Sokovin       |
| 31 de julio de 1917     | 9 de septiembre de 1917 | Teniente General      | Gleb Vannovsky       |
| 9 de septiembre de 1917 | Noviembre de 1917       | Teniente General      | Vladimir von Notbek  |